# Shaun Fleming
Shaun Michael Fleming (Westlake Village, 31 de maio de 1987) é um músico e ator norte-americano. É ex-baterista da banda de indie rock Foxygen, com a qual se apresentava ao vivo. Ele criou seu projeto solo conhecido como Diane Coffee e também tem créditos como dublador da Disney.

## Primeiros anos
Fleming nasceu em Westlake Village, Califórnia, e frequentou a Agoura High School, localizada em Agoura Hills, também na Califórnia.

## Carreira

### Atuação
Fleming começou sua carreira protagonizando o filme independente Operation Splitsville (1999), que abriu caminho para seu primeiro trabalho em um filme da Walt Disney Company, a animação Mickey's Once Upon a Christmas, na qual dublou Max Goof. Fleming continuou sua carreira como dublador, dando voz aos gêmeos Jim e Tim nas três primeiras temporadas de Kim Possible. Além disso, interpretou Keoni Jameson em Lilo & Stitch: The Series. Em 2003, ele participou de seu primeiro longa-metragem, Jeepers Creepers 2, no qual interpretou Billy Taggart, um garoto de fazenda que é sequestrado por uma criatura demoníaca nas cenas de abertura do filme. Em 2004, dublou Leonard Amadeus Helperman no filme de animação Teacher's Pet, derivado da série homônima, na qual ele também deu voz ao mesmo personagem. Fleming interpretou Jimmy Levingston em Bubble Boy: The Musical (2008), uma adaptação teatral do filme Bubble Boy, de 2001.

### Música
Em 2011, Fleming lançou um EP intitulado Thank You. Seu projeto solo Diane Coffee lançou seu álbum de estreia, My Friend Fish em 2013 e, em 2015 foi lançado seu segundo álbum, o LP Everybody's a Good Dog.

## Discografia

### Primeiros trabalhos
- Thank You EP (2011)

### com Diane Coffee
- My Friend Fish LP (2013)
- Everybody's a Good Dog LP (2015)

## Filmografia
Filmes
- Cry-Baby (1990)
- Operation Splitsville (1999) – Ernie
- Mickey's Once Upon a Christmas (1999) – Max Goof jovem
- Spot's Musical Adventures (2000)
- Jeepers Creepers 2 (2003) – Billy Taggart
- Teacher's Pet (2004) – Leonard Amadeus Helperman
- O Rei Leão 3 - Hakuna Matata (2004) – Os Garotos Perdidos
- Mickey's Twice Upon a Christmas (2004) – Max Goof jovem

Televisão
- Cyberkidz (1996) – Kyle Cooper
- Teacher's Pet (2000–2002) – Leonard Amadeus Helperman
- The Legend of Tarzan (2001) – Tarzan jovem
- Kim Possible (2002–2006) – Tim Possible, Jim Possible
- Fillmore! (2002–2004) – B.A.G.A.S.T. Wimp, Estudante arrogante do Drama Club, Garoto, Garoto nervoso, Garoto peculiar, Vendedor, Seth, Skate Rat, Membro do time #1, Texas, Theldin Fryburger, Bandido #1, Jogador de golfe azarado, Vendor, Garoto nerd traiçoeiro, Wheels
- Lilo & Stitch: The Series (2003–2006) – Keoni Jameson
- Kim Possible: A Sitch in Time (2003) – Tim Possible, Jim Possible
- Kim Possible Movie: So the Drama (2005) – Tim Possible, Jim Possible

Curtas-metragens
- Adventures in Odyssey: Escape from the Forbidden Matrix (2000) – Sal Martinez

Jogos eletrônicos
- Walt Disney World Quest: Magical Racing Tour (2000) – Ned Shredbetter, Baron Karlott, X.U.D. 71, Oliver Chickley III
- Monsters, Inc. Scream Team (2001) – Nerves
- Kingdom Hearts (2002) – Tidus
- Disney's Extreme Skate Adventure (2003) – Tarzan jovem
- Kingdom Hearts Re:coded (2010) – Tidus
- Kingdom Hearts HD 1.5 Remix (2013) – Tidus